# علم فلك سكان أستراليا الأصليين

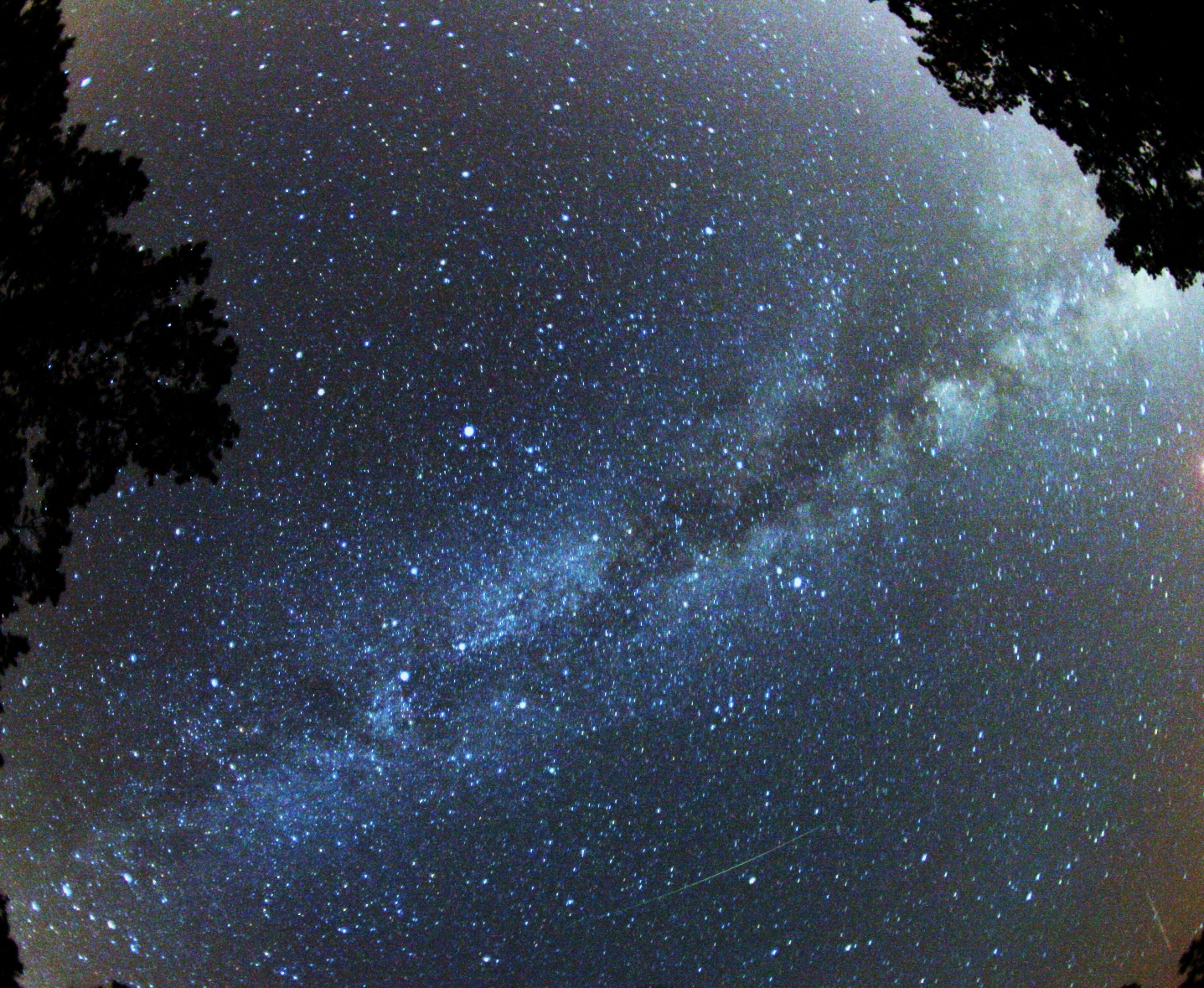

علم الفلك الأسترالي للسكان الأصليين هو الاسم الذي يطلق على ثقافة السكان الأصليين الأستراليين فيما يتعلق بالمواضيع الفلكية، مثل الشمس والقمر، والنجوم، والكواكب، ودرب التبانة، وحركاتهم في السماء.
أحد السجلات الأولى لعلم الفلك للسكان الأصليين تم إعداده بواسطة ويليام إدوارد ستانبريدج، وهو رجل إنجليزي هاجر إلى أستراليا في عام 1841 وأقام صداقة مع شعب بورونغ المحلي. يلخص استعراض شامل حديث جميع الأبحاث المنشورة حول علم فلك الشعوب الأصلية حتى عام 2016.
تستخدم بعض مجموعات السكان الأصليين حركات الأجرام السماوية لأغراض التقويم. يعزو العديد من المعاني الدينية أو الأسطورية إلى الأجرام والظواهر السماوية. هناك مجموعة متنوعة من التقاليد الفلكية في أستراليا، ولكل منها تعبير خاص عن علم الكونيات. ومع ذلك، يبدو أن هناك مواضيع وأنظمة مشتركة بين المجموعات. نظرًا للتاريخ الطويل لعلم الفلك الأصليين الأستراليين، فقد تم وصف الشعوب الأصلية بأنها «أول علماء فلك في العالم» في عدة مناسبات.
كان السكان الأصليون الأستراليون من أوائل الأشخاص في العالم الذين طوروا أفكارًا متعلقة بعلم الفلك، من الممكن أن يكون تفسيرهم لعلم الفلك هو الأقدم الذي لا يزال مستمرا حتى اليوم، تم استخدام دراسة الموضوعات الفلكية - مثل الشمس والقمر والنجوم والكواكب - والطريقة التي تبدو أنها تتحرك بها كطريقة لإيجاد وشرح العلاقة بين الناس والطبيعة والسماء، ساهمت الأفكار التي جاءت من هذا في إدراكهم الأساسي للكون (علم الكونيات الخاص بهم)، ولا تزال تلك الأفكار تشكل جزءًا مهمًا من الثقافة والمعرفة التقليدية، نشأت العديد من الأساطير والأشكال الفنية والموسيقى والاحتفالات من تفسيرات الظواهر والأجسام الفلكية في السماء، تعطي العديد من مجموعات السكان الأصليين معاني روحية أو أسطورية لهذه الأشياء، استخدمت بعض المجموعات معرفتها بحركة الأجسام عبر السماء لتطوير أدوات عملية مثل التقويمات.
تعد ثقافة السكان الأصليين الأسترالية القديمة تقليدًا شفهيًا، لذلك تم نقل المعرفة بعلم الفلك من خلال القصص والأغاني والرقصات، يتم الاحتفاظ بالكثير من المعرفة سرًا، ولا يتم تمريرها إلا للمتدربين الجدد، وكما هو الحال في جميع جوانب مجتمع السكان الأصليين، فإن بعض الأشياء لا يعرفها إلا الرجال وبعض الأشياء الأخرى معروفة للنساء فقط، نُشر أول تقرير مكتوب عن علم فلك السكان الأصليين عام 1857، كتبه إدوارد ستانبريدج، وهو رجل إنجليزي أصبح صديقًا لشعب بورونغ في فيكتوريا.
علم الفلك هو جزء كبير من المعرفة الاجتماعية والثقافية والدينية للسكان الأصليين، وليس له علاقة تذكر بالنظرة العلمية للتفكير الغربي، هناك العديد من مجموعات السكان الأصليين المختلفة في أستراليا، وكل منها يفسر السماء بطريقة مختلفة، إلا أنه قد تم تطوير جميع التفسيرات على نفس المنوال كما أنها تشترك في الموضوعات الأساسية، لكنها قد تكون مختلفة جدًا في المعنى، يتم تفسير معظم الأشياء والظواهر كأشكال أو أحداث في الحلم، على عكس الثقافات القديمة الأخرى، لا تزال هذه الأساطير والمعتقدات جزءًا من الحياة الحديثة للسكان الأستراليين الأصليين.

## الشمس والقمر
في معظم ثقافات السكان الأصليين، تعتبر الشمس امرأة، والقمر رجلاً، تقول التقاليد في أرنهيم لاند أن الشمس تستيقظ كل صباح وتضيء نارًا في معسكرها في الشرق، ثم تنهض وتحمل شعلة عبر السماء من الشرق إلى الغرب، محدثة ضوء النهار، ويعتقدون أنه عند شروق الشمس وغروبها، يتم رش طلاء جسمها ذي اللون الأصفر على الغيوم، أما في الليل فقيل أنها تسافر تحت الأرض عائدة إلى معسكرها في الشرق، يتم استخدام قصص مماثلة لشرح مراحل القمر، على سبيل المثال، يقول شعب كويما أن كل قمر، يزداد وزنه عن طريق أكل أرواح أولئك الذين يعصون القانون القبلي، من الواضح أن بعض الشعوب الساحلية، مثل يولنغو، قد رأوا الصلة بين القمر والمد والجزر، وفي مجموعات أخرى، يرتبط القمر بالخصوبة بسبب النمط المماثل للدورة القمرية ودورة الطمث لدى الإناث.
تم تفسير كسوف الشمس وخسوف القمر على نطاق واسع على أنه ذكر القمر وأنثى الشمس يتزاوجان مع بعضهما البعض أو يقترنان، أوضح العديد من علماء الفلك أن هذه التفسيرات تظهر أن السكان الأصليين فهموا أن الكسوف ناتج عن تقاطع مسارات الشمس والقمر مع بعضها البعض، يجادل نوريس (2009) بأن السكان الأصليين الأوائل يجب أن يكون لديهم فهم جيد جدًا لهذا الأمر من أجل تحديد خسوف القمر على أنه ناتج عن محاذاة الشمس والقمر (نظرًا لأن الشمس لا تظهر فعليًا في السماء).

## الأبراج
في دراسته عن شعوب الصحراء الوسطى، كتب عالم الأنثروبولوجيا تشارلز ب. تميز معظم المجموعات النجوم الحمراء والبيضاء والزرقاء والصفراء، غالبًا ما يتم تجميع النجوم معًا بطرق فريدة - تصنف بعض المجموعات النجوم باستخدام أنظمة القرابة الاجتماعية، الكثير من الأبراج المعروفة لمجموعات السكان الأصليين تختلف عن تلك المعروفة لعلماء الفلك الغربيين، عادة ما تفسر مجموعات السكان الأصليين النطاق الواسع لمجرة درب التبانة الذي يمر عبر السماء ليلاً على أنه نهر أسطوري، تعتقد عدة مجموعات في الصحراء الوسطى أن النهر يقسم قبيلتين من أرواح الأسلاف التي تعيش على كلا الجانبين، بالنسبة لبعض المجموعات تمثل النجوم على طول النهر الأسماك، أما المجموعات الأخرى فتعتقد أن النجوم هي نيران أسلافهم، تعرّف مجموعات أخرى مجرة درب التبانة على أنها ثعبان قوس قزح وهو أحد المخلوقات الرئيسية.

### الإيمو
الإيمو هي كوكبة معروفة للعديد من مجموعات السكان الأصليين في أستراليا، إنها ليست كوكبة بالمعنى المعتاد، لأنها تُعرَّف بمناطق الظل الداكن بين مكونات مجرة درب التبانة (الناجمة عن سحب الغبار والغاز في الفضاء) وليس بالنجوم، رأس الإيمو هو سديم كولساك المظلم للغاية بجوار الصليب الجنوبي، الجسم والساقان هما غيوم مظلمة أخرى تمتد على طول مجرة درب التبانة وعبر كوكبة العقرب، ويقال إن هذا الشكل في السماء قد أثر على أسلوب الإيمو المرسوم على الفن الصخري، حيث أن ظهوره في السماء خلال العام يشير إلى وقت إقامة الاحتفالات، إلى الشمال مباشرة من سيدني توجد مجموعة مشهورة من النقوش الصخرية أحدها عبارة عن نقش إيمو في نفس الوضع والاتجاه، في الخريف يقف الإيمو في السماء مباشرة فوق صورتها على الصخرة مشيرًا لشعب كورينج جاي إلى أن الوقت قد حان لجمع بيض الإيمو.

### أوريون والثريا
تتشابه تفسيرات السكان الأصليين لبرجي أوريون والثريا مع القصص المتعلقة بهما في الأساطير اليونانية، ترتبط نجوم أوريون على نطاق واسع بالشباب - عادةً ما يكونون صيادين - بينما يُنظر عادةً إلى النجوم السبعة في الثريا على أنهن شابات، غالبًا ما يظهر البرجان في أسطورة معًا.
الأسطورة اليونانية للثريا، مجموعة من سبع أخوات تم تحويلهن إلى مجموعة من النجوم، تشبه إلى حد بعيد أساطير السكان الأصليين الأستراليين حول نفس المجموعة، في كلتا الأسطورتين، النجوم السبعة هن شابات يطاردهن رجل، تم العثور على نفس الموضوع أيضًا في أساطير الماوري.
في المنطقة الصحراوية الوسطى، يقال إن الثريا سبع أخوات يهربن من الاهتمام غير المرغوب فيه لرجل يمثله بعض النجوم في أوريون، يُعتقد أن التشابه بين هذه الأساطير والأساطير اليونانية كان مصادفة، إذ لا يوجد دليل على أي صلة ثقافية.

### تاجاي
كوكبة تاجاي، مهمة لسكان جزر مضيق توريس، تاجاي هو كوكبة كبيرة تتكون من العقرب والذئبة والقنطور وكروكس وكورفوس، مع جزء من هيدرا وأحد نجوم آرا، في ثقافة سكان جزر مضيق توريس، يعتبر تاجاي بطلًا أسطوريًا في البحر، تم تصويره على أنه صياد يقف في زورق، في الأسطورة، يأكل طاقم تاجاي كل الطعام والماء الذي تم إعداده لرحلتهم، يعاقبهم تاجاي بربطهم معًا ورميهم في المحيط، يقال إن النجوم في السماء هي انعكاسهم.
استخدم سكان الجزر هذه الكوكبة لمعرفة الفصول، نظم هذا التقويم دورة صيد الأسماك والزراعة، بالإضافة إلى طقوسهم وأنشطتهم الاجتماعية، أخبرهم ظهور الثريا عن موسم تزاوج السلاحف ووقت السفر والاستعداد للزراعة قبل موسم الأمطار.

## المذنبات والنيازك
الوافدون الجدد غير المتوقعين في السماء، مثل المذنبات والنيازك، ارتبطوا على نطاق واسع ببوادر الموت أو الأرواح الشريرة، على غرار العديد من الثقافات حول العالم.
تم وصف أحداث التأثير أيضًا في أساطير السكان الأصليين بما في ذلك قصص الإنشاء حول أشكال معينة من الأرض، كما تحكي العديد من الأساطير من جميع أنحاء أستراليا عن النجوم المتساقطة التي تجلب النار إلى الأرض.

## استخدامات عملية
استخدم السكان الأصليون النجوم تقليديًا للتنقل إلى حيث يريدون الذهاب، لا يزال هذا هو الحال في المناطق النائية، حيث قد لا توجد أي علامات أو معالم أخرى، كما أنهم يستخدمون الشمس والقمر والنجوم لمعرفة الوقت، عادة ما تكون تقويمات السكان الأصليين أكثر تعقيدًا من تقويمات الثقافة الغربية، تستخدم العديد من المجموعات في شمال أستراليا تقويمًا بستة فصول، وتعرف أي موسم من خلال النجوم التي يمكن رؤيتها خلال تلك الفترة، في عام 1857 نشر رجل إنجليزي يُدعى ويليام إدوارد ستانبريدج أول حساب مكتوب عن علم فلك السكان الأصليين.